# Opius sculptisaevus
Opius sculptisaevus är en stekelart som beskrevs av Fischer 2004. Opius sculptisaevus ingår i släktet Opius och familjen bracksteklar. Inga underarter finns listade i Catalogue of Life.